# Giovanni Contini
Giovanni Contini fou un compositor italià del segle XVI
Mestre de capella de la catedral de Brescia, on tingué, entre altres alumnes, en Lucca Marenzio.
Resten de Contini algunes composicions, de les quals es publicaren:
- Madrigali a cinque voci (Venècia, 1560),
- Modulationum quinque vocum liber primus (Venècia, 1560),
- Introitus et alleluja quinque vocum (Venècia, 1560),
- Hymnus quator vocum (Venècia, 1560),
- Therenos Hieremiae quator vocum (Venècia, 1560),
- Missae 4 vocibus concert (Venècia, 1560),
- Cantiones sex vocum (Venècia, 1565).